# Kirche Hl. Sava (Zavidovići)
Die Kirche Hl. Sava (serbisch: Црква Светог Саве, Crkva Svetog Save) ist eine serbisch-orthodoxe Kirche in der Stadt Zavidovići, einer Stadt und Gemeinde im Kanton Zenica-Doboj der Föderation Bosnien und Herzegowina im nördlichen Zentrum von Bosnien.
Die zu Ehren des serbischen Nationalheiligen, des ersten Erzbischofs und des Erleuchters des serbischen Volkes, Sava von Serbien geweihte Kirche ist die Pfarrkirche der Pfarrei und Kirchengemeinde Zavidovići im Dekanat Travnik-Zenica, der Metropolie Dabrobosnien der Serbisch-Orthodoxen Kirche.

## Lage
Die Kirche befindet sich im nördlichen Stadtzentrum von Zavidovići an der Straße Ulica Matije Gubca. Direkt bei der Kirche befindet sich der serbisch-orthodoxe Friedhof der Stadt. Unweit der Kirche steht die römisch-katholische Kirche St. Josef.

## Geschichte
Die Kirche von 1909 bis 1911 erbaut und am 11. März des gleichen Jahres feierlich vom Metropoliten der Metropolie Dabrobosnien Evgenije (Letica) eingeweiht. Nach großen Schäden im Zweiten Weltkrieg, wurde sie renoviert und mit neuer liturgischer Ausstattung versehen.
Zunächst bildeten die Städte Zavidovići und Žepče sowie die umliegenden Dörfer die gemeinsame Pfarrei Zavidovići-Žepče, bis sie 1976 geteilt und die zwei eigenständigen Pfarreien Zavidovići und Žepče gebildet wurden. Nach dem Bosnienkrieg wurden sie wieder Bestandteil der Pfarrei Zavidovići, die Dörfer Vozuća und Hrge, sowie die Stadt Žepče.
Trotz der Restaurierung war die Kirche beim Ausbruch des Bosnienkriegs im Jahre 1992 noch in einem schlechten Zustand, so dass sie im Jahre 1999 komplett restauriert wurde.
In der Kirche gibt es eine wertvolle Gottesmutterikone. Im Februar 2018 besuchten Schüler aus der Stadt im Friedensprojekt Tag der offenen Tür die sunnitische Stadtmoschee, die serbisch-orthodoxe Kirche Hl. Sava, die römisch-katholische Kirche St. Josef und den alten jüdischen Friedhof der Stadt.
Heute leben wenige orthodoxe Gläubige in der Stadt. Die Gläubigen feierten am 27. Januar 2020 mit ihrem Pfarreipriester Erzpriester Zoran Živković und dem Priester der Pfarrei Zenica Marko Maleš ihre Slava (Patronatsfest) des Hl. Sava, dabei wurde die neunjährige Teodora Živković als Patin der Kirche für das Jahr 2021 ernannt.

### Priester der Pfarrei Zavidovići
Erster Pfarreipriester der Pfarrei Zavidovići war Nikola Nikolajević (1911). Im Jahre 1912 war Pfarreipriester Nikodim Plavšić, auf ihn folgte im Jahre 1913 Manojlo Varagić. Zur Zeit des Ersten Weltkriegs war im Jahre 1915 der schon pensionierte Priester Nikola Nikolajević wieder Pfarreipriester. Auf ihn folgte im Dezember gleichen Jahres wieder Priester Nikodim Plavšić.
Nach dem Ersten Weltkrieg im Jahre 1918 kam wieder Priester Manojlo Varagić als Pfarreipriester nach Zavidovići und blieb bis zum Jahre 1928. Von 1928 bis 1937 war Priester Kosta Stefković für die Pfarrei zuständig. Von 1937 bis zum Zweiten Weltkrieg war Pfarreipriester Gojko Ristić. Wer zur Zeit des Zweiten Weltkriegs in der Kirche diente, ist nicht mehr bekannt.
Nach dem Krieg bis zum 15. Februar 1953 leitete Priester Miloš Minić die Pfarrei. Auf ihn folgte von 1953 bis 1987 Priester Radomir Popović. In der Amtszeit von Priester Popović wurde die Pfarrei 1976 geteilt. Auf ihn folgte von 1987 bis zum Ausbruch des Bosnienkriegs 1992 Priester Golub Mitrović.
In den Kriegsjahren von 1992 bis 1995 leiteten die Pfarrei zunächst Miroslav Driničić und später Jadran Danilović, die Pfarreipriester der Pfarrei Zenica.
Seit der Wiederherstellung der Pfarrei Zavidovići 1999 ist Erzpriester Zoran Živković Pfarreipriester. Priester Živković betreut auch die nun erloschenen Pfarreien von Vozuća, Žepče und Hrge.
Zur Pfarrei Zavidovići gehört als Filialkirche die Kirche Hl. Nikolaus im Weiler Čardak des Dorfes Gostovići in der Opština Zavidovići.

## Architektur
Die einschiffige Kirche besitzt eine halbrunde Altar-Apsis im Osten und einen Kirchturm im Westen. Der einzige Eingang der Kirche befindet sich an der Westseite. Sie besitzt typisch für orthodoxe Kirchen eine (hölzerne) Ikonostase mitsamt Ikonen. Derzeit ist die Kirche im Inneren nicht mit Fresken bemalt.

## Belege
- Artikel über die Kirche auf der Seite der Metropolie Dabrobosnien. (serbisch (mit Bildern))
- Artikel über die Feier der Kirchenslava auf der offiziellen Seite der Serbisch-orthodoxen Kirche. (serbisch (mit Bildern))
- Artikel über das Friedensprojekt auf der Seite www.zdici.info, (bosnisch)

Koordinaten: 44° 26′ 39,5″ N, 18° 8′ 21,4″ O